# Cryptolinyphia
Cryptolinyphia é um gênero de aranhas da família Linyphiidae descrito em 1991 e endêmico da Colômbia.